# Pardo per la miglior interpretazione femminile
Il Pardo per la miglior interpretazione femminile è stato un premio cinematografico assegnato al Festival internazionale del film di Locarno.
Nel corso degli anni il premio assunse nomi differenti: dal 1958 al 1964 il premio era chiamato Vela d'Argento alla miglior attrice, dal 1993 al 1999 Premio Speciale alla migliore attrice e dal 2000 Pardo di bronzo alla migliore attrice.
A partire dal 2023 è stato accorpato alla sua controparte maschile e sostituito dal Pardo per la miglior interpretazione.

## Albo d'oro

### Anni 1940
- 1948: Hildegard Knef - Film ohne Titel
- 1949: Hilde Krahl - Liebe 47

### Anni 1950
- 1958: Carla Gravina - Amore e chiacchiere

### Anni 1960
- 1960: Jana Brejchová - Il principio superiore (Vyšší princip)
- 1964: Hideko Takamine - Midareru

### Anni 1990
- 1990: Emer McCourt - Hush-a-Bye Baby
- 1993: Valeria Bruni Tedeschi - Le persone normali non hanno niente di eccezionale (Les gens normaux n'ont rien d'exceptionnel)
- 1994: Bernadette Lafont e Bulle Ogier - Personne ne m'aime
- 1995: Johanna ter Steege - Tot ziens
- 1996: Valeria Bruni Tedeschi e Alice Houri - Nénette e Boni (Nénette et Boni)
- 1997: Rona Hartner - Gadjo dilo - Lo straniero pazzo (Gadjo Dilo)
- 1998: Rossy de Palma - Hors jeu
- 1999: Véra Briole - 1999 Madeleine

### Anni 2000
- 2000: Sabine Timoteo - L'amour, l'argent, l'amour
- 2001: Ho-jung Kim - Nabi
- 2002: Taraneh Alidoosti - Man, taraneh, panzdah sal daram
- 2003
  - Holly Hunter - Thirteen - 13 anni (Thirteen)
  - Diana Dumbrava - Maria
  - Kiron Kher - Acque silenziose (Khamosh Pani)
- 2004: Maria Kwiatkowsky e Pinar Erincin - En garde
- 2005: Kathy Baker, Amy Brenneman, Elpidia Carrillo, Glenn Close, Dakota Fanning, Lisa Gay Hamilton, Holly Hunter, Molly Parker, Mary Kay Place, Sydney Tamiia Poitier, Amanda Seyfried, Sissy Spacek, Rebecca Tilney e Robin Wright - 9 vite da donna (Nine Lives)
- 2006: Amber Tamblyn - Stephanie Daley
- 2007: Marian Álvarez - Lo mejor de mí
- 2008: Ilaria Occhini - Mar nero
- 2009: Lotte Verbeek - Nothing Personal

### Anni 2010
- 2010: Jasna Đuričić - White White World (Beli, beli svet)
- 2011: María Canale - Aprire porte e finestre (Abrir puertas y ventanas)
- 2012: Nai An - When Night Falls (Wo hai you hua yao shuo)
- 2013: Brie Larson - Short Term 12
- 2014: Ariane Labed - Fidelio, l'odyssée d'Alice
- 2015: Tanaka Sachie, Kikuchi Hazuki, Mihara Maiko e Kawamura Rira - Happīawā
- 2016: Irena Ivanova - Bezbog
- 2017: Isabelle Huppert - Madame Hyde
- 2018: Andra Guți - Alice T.
- 2019: Vitalina Varela - Vitalina Varela

### Anni 2020
- 2020: Niente festival per emergenza sanitaria COVID-19
- 2021: Anastasija Krasoŭskaja - Lost Girl (Gerda)
- 2022: Daniela Marín Navarro - Tengo sueños eléctricos